# خوسيه فيلاسكيز
خوسيه فيلاسكيز (بالإسبانية: José Velásquez)‏ هو مستكشف إسباني، ولد في 1717 في ولاية سونورا في المكسيك، وتوفي في 1785.